# Hydroscapha substrigosa
Hydroscapha substrigosa is een keversoort uit de familie Hydroscaphidae. De wetenschappelijke naam van de soort is voor het eerst geldig gepubliceerd in 1920 door Champion.